# Bolszewickie plakaty propagandowe w okresie wojny polsko-bolszewickiej

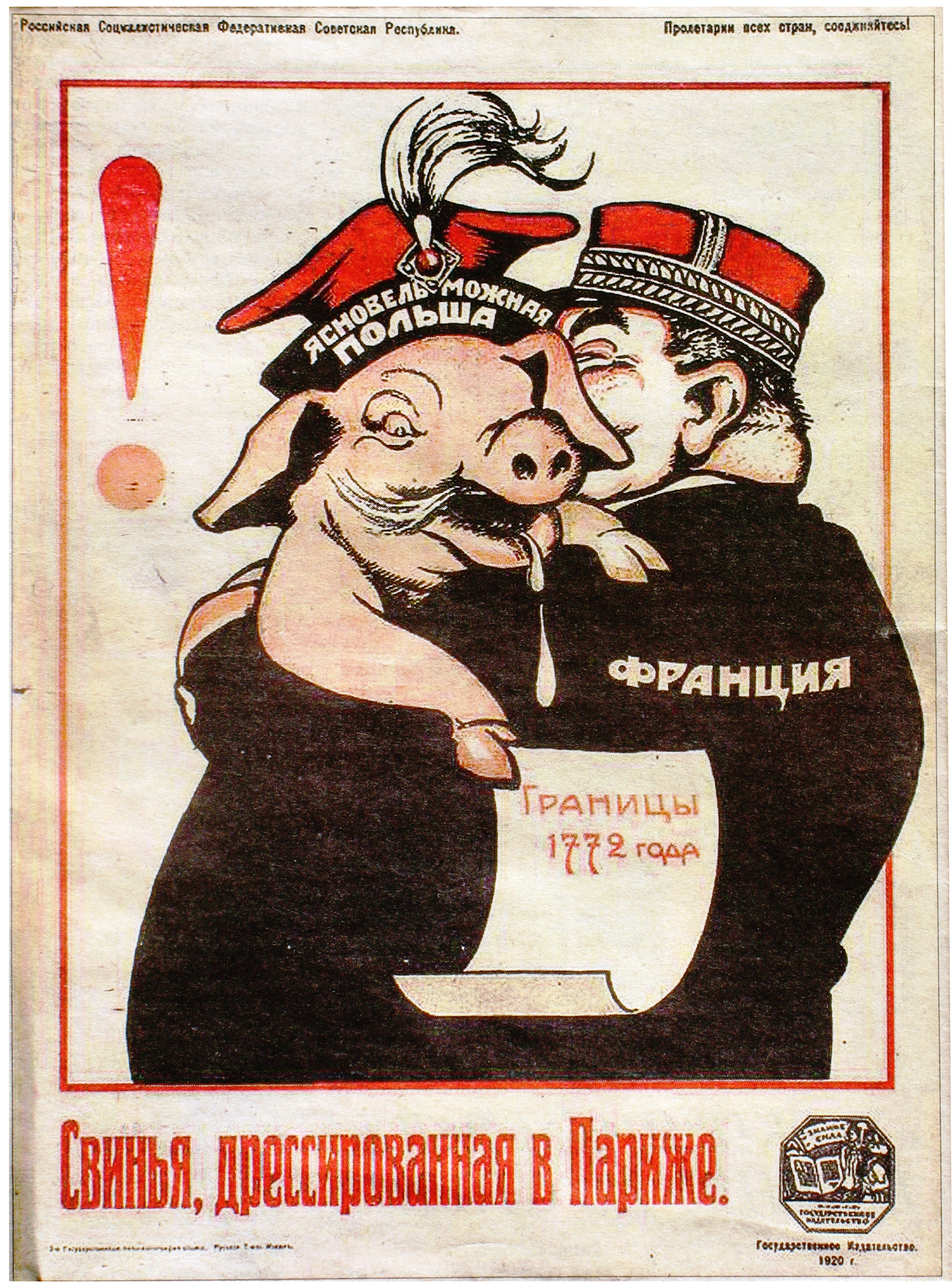
„Polska świnia tresowana w Paryżu”

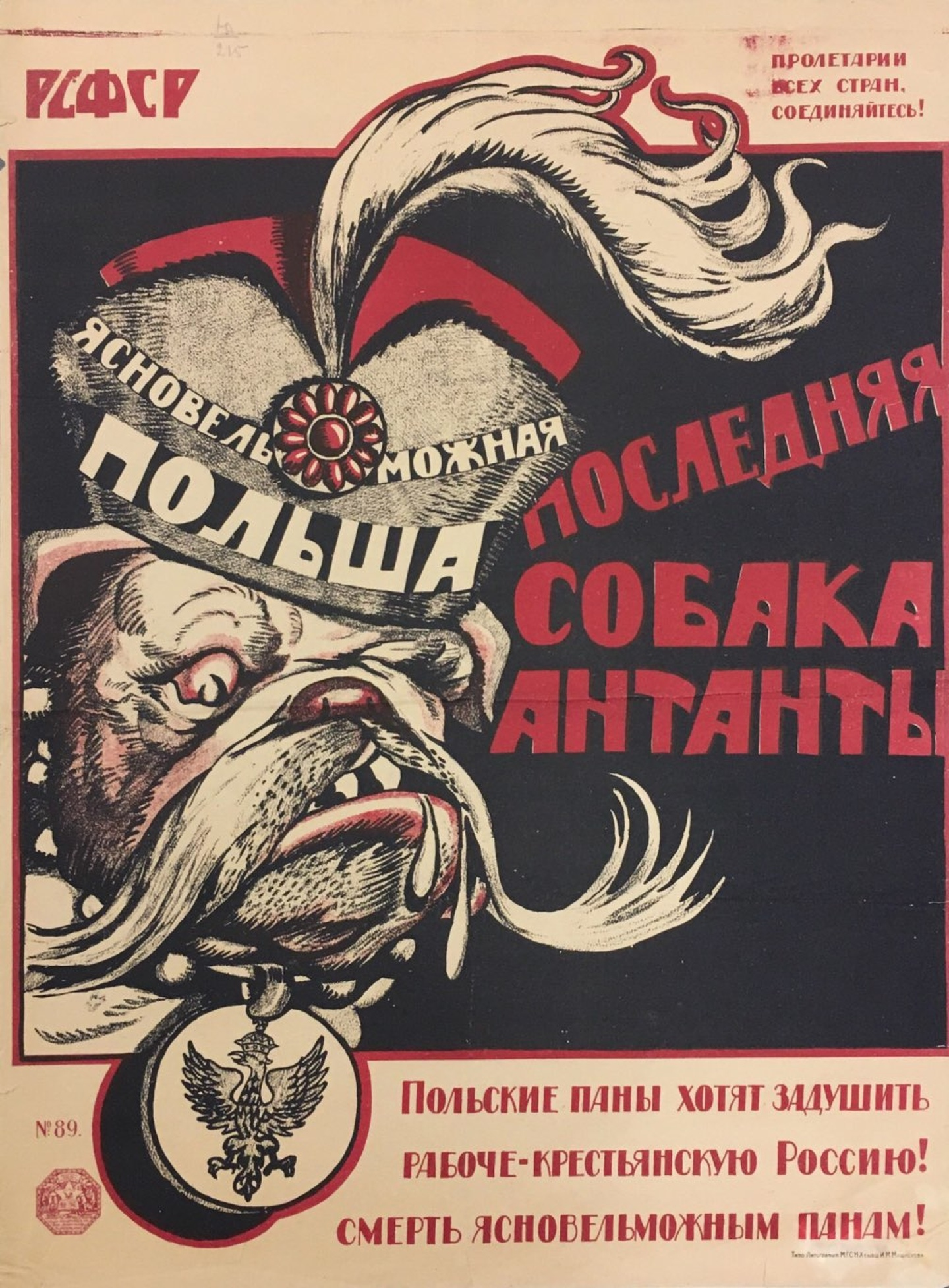
„Jaśniewielmożna Polska – ostatni pies Ententy”

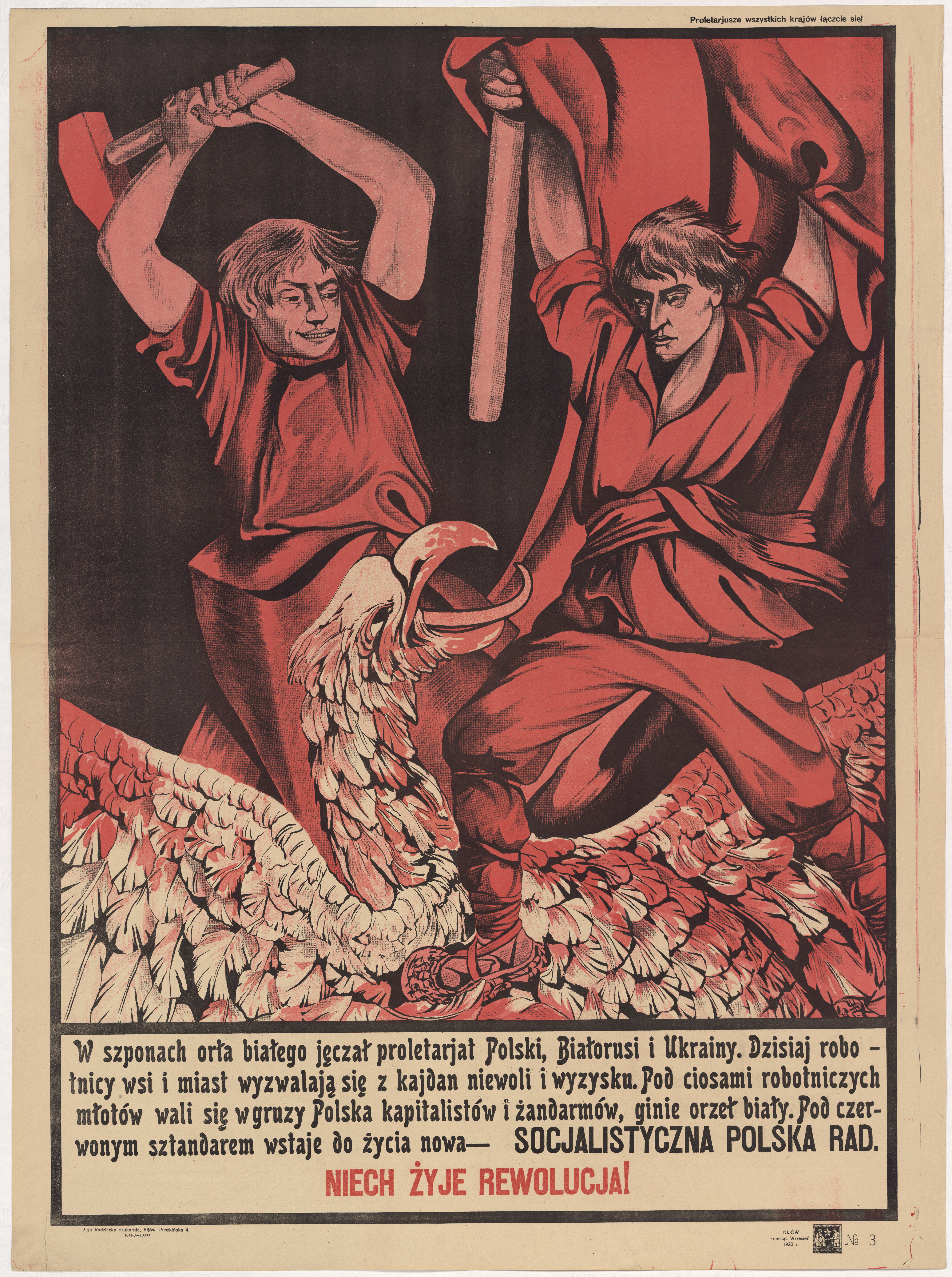
„W szponach orła białego...” z treścią w języku polskim

Bolszewickie plakaty propagandowe w okresie wojny polsko-bolszewickiej – antypolskie plakaty propagandowe tworzone przez artystów, podczas wojny polsko-bolszewickiej (1919–1921).
Wojna polsko-bolszewicka toczyła się na płaszczyźnie wojskowej, dyplomatycznej, politycznej i ideologicznej. Bolszewicy dysponowali wówczas bardzo dobrze zorganizowanym aparatem propagandowym, wykorzystując broszury, ulotki zrzucane z samolotów oraz plakaty wydawane w dużych nakładach. Rosyjska Agencja Telegraficzna (ROSTA), odegrała kluczową rolę w rozpowszechnianiu informacji. Autorzy plakatów tacy jak Władimir Majakowski, Dmitrij Moor, Wiktor Deni oraz inni nieznani z nazwiska przedstawiali na swoich plakatach „Białą Polskę” w czarnych barwach, jako bezkompromisowo wrogą bolszewickiej Rosji. Rewolucyjny marsz Armii Czerwonej miał na celu unicestwienie „białych Polaków”, a antypolskie plakaty wiernie odzwierciedlały polityczne i ideologiczne fundamenty Rosji Sowieckiej.

## Format
28 maja 1920 roku sowiecka Rada Pracy i Obrony podjęła uchwałę o centralizacji wszystkich wydawnictw propagandowych przeznaczonych dla frontu wojny z Polską. Zmilitaryzowano drukarnię Międzynarodówki Komunistycznej w Moskwie, co oznaczało że nadawca musi być jeden, a treści przez niego rozpowszechniane - zgodne z linią Rosyjskiej Komunistycznej Partii (bolszewików). Plakaty przeznaczone były dla różnych odbiorców, większość z nich miała zwięzłą oraz konkretną formę przekazu. Nie był to zabieg przypadkowy, gdyż zwykle oglądali je ludzie niewykształceni (często analfabeci), a celem bolszewików była agitacja, a nie skłanianie do refleksji. W niektórych drukarniach (często frontowych) powstawały tylko plakaty-szkice, wykonane tuszem, ołówkiem lub akwarelą, w innych – zależnie od warunków – powielano w wysokich nakładach czarno-białe lub barwne litografie.

## Treść
Różne treści przekazywano Rosjanom, Polakom, Ukraińcom, Białorusinom i Żydom. Na przykład do Ukraińców kierowano przekaz o polskich wyzyskiwaczach, którzy gnębią ukraińskich chłopów, natomiast w Polsce rozróżniano wrogów – pijanych i obżartych polskich panów oraz sojuszników – polskich chłopów i robotników, których wzywano do udzielania wsparcia Armii Czerwonej. Postacią najczęściej prezentowaną na bolszewickich plakatach z 1920 roku był Naczelnik Państwa Józef  Piłsudski, którego ośmieszano, portretowano w sposób karykaturalny i obrażano epitetami typu „głupi łeb”, „oprawca” czy „lokaj Lloyda George’a”. Polaków nazywano „posiadaczami”, „szlachcicami”, „burżuazją”, „szlachtą”, „białopolakami” (od białych w rosyjskiej wojnie domowej) lub „lachami”. Bardziej dosadne brzmiały hasła i epitety takie jak „polski obszarniczy gad”, „szlachecki gad”, „polscy rozbójnicy”, „polskie szakale” lub „białoszlachecka horda”.  Na niektórych plakatach polski pan przedstawiany był jako stereotypowy szlachcic: gruby, w pasie i kontuszu, czasem na koniu. Wyszydzano orła białego (częściej) i biało-czerwoną flagę (sporadycznie). Bolszewicy swój przekaz kierowali głównie do ludzi biednych, zestawiając elegancką damę i otyłego szlachcica przy uginającym się od trunków i potraw stole z hasłami o powszechnej w Polsce nędzy i głodzie.
Charakterystyczny na bolszewickich plakatach był wizerunek żołnierza Armii Czerwonej, robotnika i chłopa, których rysowano zwykle w ogromnych rozmiarach. Komunista w przeciwieństwie do małego polskiego pana był wysoki i silny, potrafił jednym uderzeniem pięści „zlikwidować” wroga. Miał też szlachetny wyraz twarzy i postać kontrastującą z bezsilną wściekłością burżuja czy szlachcica. Częstym motywem był żołnierz Armii Czerwonej „nadziewający” na bagnet polskiego pana lub chłop ścinający kosą pańskie głowy.

## Efekt
Komunistyczna propaganda była kłamliwa i pomijała fakty niewygodne dla Rosji Sowieckiej. Tadeusz Teslar w swojej książce „Propaganda bolszewicka podczas wojny polsko-rosyjskiej 1920 roku” napisał o mizernych wynikach pracy sowieckich propagandystów, zarówno tej skierowanej do Polaków, jak i do żołnierzy Armii Czerwonej. Przyznali to nawet radzieccy autorzy: „W zetknięciu się z taktyką niespodzianki marszałka Piłsudskiego cała metodyczność sowieckiej propagandy nie mogła osiągnąć ani korzyści, ani jakiej takiej skuteczności”.